# Cola louisii
Cola louisii är en malvaväxtart som beskrevs av Germain. Cola louisii ingår i släktet Cola och familjen malvaväxter. Inga underarter finns listade i Catalogue of Life.